# 貸金業務取扱主任者
貸金業務取扱主任者（かしきんぎょうむとりあつかいしゅにんしゃ）とは、国家試験である貸金業務取扱主任者資格試験に合格し、主任者登録を完了した者である。2010年6月17日以前は研修により取得する民間資格であったが、同年6月18日より旧主任者資格は貸金業法4条施行により終了し、新たに国家資格の制度としてスタートした。移行措置等は無く、旧主任者研修修了者の資格を保有している者も再度、国家資格試験を受験し合格をする必要があった。
「賃金業務取扱主任者」は誤りである。

## 概要
2003年8月の貸金業の規制等に関する法律改正に基づき、貸金業を行う者は、貸金業務取扱主任者を1名選任することとなった。貸金業務取扱主任者の制度は、2003年8月の貸金業の規制等に関する法律改正に基づき創設されたが、2006年12月改正貸金業法の3条施行（2009年6月）から、国家資格である貸金業務取扱主任者の資格試験が開始された。4条施行（2010年6月18日施行）以降、貸金業者は資格試験に合格し登録を完了した貸金業務取扱主任者を法令で定める人数（貸金業務に従事する者のうち50人に1人以上配置）を営業所又は事務所毎に設置しなければならない。

## 制度の変革
2005年より金融庁に於いて有識者による「貸金業制度等に関する懇談会」が計19回実施され、貸金業制度等のあり方や今回の法改正の方向性等についての議論が行われた。その中に於いて貸金業務取扱主任者制度についても議論が交され、それが今日の国家資格化への流れの要因となった。以下に懇談会メンバー、及び貸金業務取扱主任者制度に対する発言の要所を抜粋する。

### 懇談会メンバー
（敬称略・五十音順）
- 座長
  - 吉野直行 (慶應義塾大学経済学部教授)
- メンバー
  - 池尾和人 (慶應義塾大学経済学部教授)
  - 今松英悦 (㈱毎日新聞社論説委員)
  - 岩原紳作 (東京大学大学院法学政治学研究科教授)
  - 上柳敏郎 (東京駿河台法律事務所・弁護士)
  - 翁百合 (㈱日本総合研究所理事)
  - 金丸恭文 (ﾌｭｰﾁｬｰｼｽﾃﾑｺﾝｻﾙﾃｨﾝｸﾞ㈱代表取締役会長兼社長)
  - 川本裕子 (早稲田大学大学院ファイナンス研究科教授)
  - 神田秀樹 (東京大学大学院法学政治学研究科教授)
  - 木村裕士 (日本労働組合総連合会総合政策局長)
  - 今野由梨 (ダイヤル・サービス㈱代表取締役社長)
  - 関哲夫 (新日本製鐵㈱常任監査役)
  - 高橋伸子 (生活経済ジャーナリスト)
  - 田中直毅 (21世紀政策研究所理事長)
  - 根本直子 (スタンダード＆プアーズ マネージング・ディレクター)
  - 野村修也 (中央大学法科大学院教授)
  - 原早苗 (埼玉大学経済学部非常勤講師)
  - 堀内昭義 (中央大学総合政策学部教授)
  - 水上慎士 (早稲田大学ファイナンス研究センター教授)
  - 山下友信 (東京大学大学院法学政治学研究科教授)
  - 和仁亮裕 (外国法共同事業法律事務所リンクレーターズ パートナー弁護士)
- オブザーバー
  - 飯島巖 (㈱オリエントコーポレーション代表取締役会長)
  - 石井恒男 (㈳全国貸金業協会連合会会長)
  - 宇都宮健児 (日本弁護士連合会上限金利引き下げ実現本部 本部長代行)
  - 木下盛好 (アコム㈱代表取締役社長)
  - 熊谷昭彦 (ＧＥコンシューマー・ファイナンス㈱代表取締役社長)
  - 栗山道義 (三井住友カード㈱代表取締役会長)
  - 斉藤哲 (全国銀行協会副会長・専務理事)
  - 田口義明 (独立行政法人国民生活センター理事)
  - 藤木保彦 (オリックス㈱代表執行役社長)
  - 本多良男 (全国クレジット・サラ金被害者連絡協議会事務局長)
  - 内閣府国民生活局
  - 警察庁生活安全局
  - 法務省民事局、刑事局
  - 経済産業省商務情報政策局
  - 日本銀行企画局

### 制度に対する発言の要所
- 違反業者の代表者の年齢をみると、登録時の年齢が20代の者が約半数。30代も多いがほとんどが30代前半で、非常に若い者が多い。違反業者の代表者の経歴をみると、高等学校卒業あるいは中退者が数種類の職の経験を経て、貸金業を始めている。開業の動機も、「以前から興味を持っていた」、「金儲けができると思った」と安易。開業資金は300～500万円程度のため、元々営業は成り立たない。従業員は知人の紹介又はアルバイト雑誌等で募集し、代表者の他に主に20代の若者を3名程度雇っている。 代表的な悪質業者について言うと、貸金業に関する十分な知識と経営能力を備えていない比較的年齢の若い代表者が、安易に開業し、経営に行き詰まる。または、当初から不正な意図を持って登録し、開業後すぐに違法行為を行う。貸金業への安易な参入の後、業者が悪質化するのを受けて行政処分を行うが、また新たな参入が行われるというような状況が繰り返されている。 今後の指導監督上の課題の1点目は、貸金業を営もうとする者に対し、安易な参入を許さず充分な法令知識とその遵法意識を求めるべき。貸金業務取扱主任者資格をより厳格化すべき。悪質行為を行う若者の最大のウィークポイントは資格試験のため、現状の登録要件を改め、統一の資格試験を実施すべき。

- 参入規制については、前回改正（平成16年1月施行）で貸金業務取扱主任者制度を設けたが、それすら置けない業者が廃業することになった。主任者制度は研修を受ければいいのであるから、あまり高いハードルではないと考えている。試験制度を取り入れるという提案についてだが、いつの世にも存在する「弱い者を食い物にすることに何ら良心の呵責を感じない人達」は、それぐらいの障壁は乗り越えようとするかもしれない。ただ、例えば証券外務員試験などをみると一定のスクリーニング効果は期待できる。およそ「試験」と名のつくものが嫌いな人達が安易で乱暴な商売に走りがちであるのなら、「試験があるから止めよう」という抑止力が働くのではないか。また、仮に証券外務員試験や外務員登録制度と同様の仕組みにすれば、貸金業協会のプレステージも高まるのではないか。

- 埼玉県貸金業協会の例だが、ヤミ金融対策法により貸金業務取扱主任者を1店舗に1名置かなければならないことになり、それまでは40％前後だった協会加入率が現在は約65％まで上がった。貸金業務取扱主任者の置けない業者が廃業に追い込まれたことによるもの。貸金業務取扱主任者を置いていないと登録できないようになっており、コンプライアンスを向上させるためには、貸金業務取扱主任者のレベルを上げる必要があると思う。

- 大阪府の登録貸金業者件数は、平成16年1月の法改正以降大きく減少。主な理由として考えられるのは、法改正による本人確認、営業所の確認、財産的基礎要件等の登録審査の強化、登録手数料の増額、貸金業務取扱主任者の設置及び研修修了の義務付けなどの業務規制の強化。

- 貸金業取扱主任者の資格試験を制度化することによって参入規制を強化してはどうか、貸金業協会の自主規制機能を強化してはどうか、現在、業務停止、登録取消ししかないツールに業務改善命令といった監督ツールを充実させてはどうかという論点については前回報告したところ。また、ヤミ金融取締りという視点も含めて罰則強化などが必要ではないかということが重要な論点だと思う。

- ヤミ金融まがいの若い人達に対する警告的な意味合いもある貸金業務取扱主任者による試験資格制度を設けることにより、自主規制機関としての貸金業協会の機能も向上するだろうと思われる。行政による規制と、行政による規制の外縁をなす自主規制と、個々の業者によるコンプライアンス体制という3段階になっている中で、規制のあり方としては業者のコンプライアンス体制などが確立している場合に限り参入を認めた上で、違法行為を行わない体制を実際に作っているかどうかを監視する監督体制に、ある程度重点を移行させる必要があるという意見があった。

- 参入規制のあり方の中で、「貸金業務取扱主任者」について記載されているが、貸金の取立業務に従事する人については全員国家試験のような試験に合格して、そういうレベルの高い人が営業所に一人くらいいなければならないと思う。会社として登録するのではなく、個人登録して従事する人が何らかの厳しい規制を受けるようにしたほうがよいのではないか。取立規制については、取立の記録を残すことを義務づけそれを開示するようなルールを設けて、金融庁が検査などで確認できるようにすることも必要ではないか。参入規制については、これまでも議論があったが厳しくしていく方向だと思う。また、個人情報の保護と情報の交流についてはセットで考える必要があると思う。

- 与党の「基本的考え方」には、参入適正化による我々貸金業者のレベルアップ、自主規制機関である貸金業協会のガバナンス強化、信用情報センターのガバナンス強化、貸金業協会への加入義務づけ、信用情報機関の加入義務づけ、人的要件として貸金業務取扱主任者制度の試験化と登録の事前要件が記載されている。これらは我々が当懇談会で意見したことであり賛同する。

- 参入規制については、法令遵守体制の整備を参入条件に加えてはどうかという議論が確かあったと思う。これに関しては、貸金業務取扱主任者を人的要件とし、事前に合格した者を選任することを登録要件とすることを予定している。この資格試験がどういう内容になるか分からないが、試験・講習等に関しても内容を見直して、コンプライアンスや法令遵守の意識をより一層業者に高めてもらうような方向で考えていただきたいと思う。

## 役割
貸金業務取扱主任者は「当該営業所又は事務所において、貸金業の業務に従事する使用人その他の従業者に、貸金業に関する法令の規定を遵守して、貸金業の業務を適正に実施するために必要なものを行わせるための助言又は指導を行う」とされ、いわゆるコンプライアンスオフィサーとしての役割を求められている。
業務適切性維持の為、主任者が管理すべき事
- 法令等遵守（コンプライアンス）態勢等

貸金業者が貸金市場の担い手としての自らの役割を十分に認識して、法令及び社内規則等を厳格に遵守し、健全かつ適切な業務運営に努めることは、貸金業者に対する資金需要者等からの信頼を確立することとなり、ひいては貸金市場の健全性を確保する上で極めて重要である。
- 顧客情報の管理

資金需要者等に関する情報については、当該情報が漏洩した場合に、それを無登録貸金業者が悪用するなど資金需要者等への影響が懸念されるため、その適切な取扱いについては、貸金業法施行規則（昭和58年大蔵省令第40号。以下「施行規則」という。）第10条の2、第10条の3及び第10条の4の規定に加え、個人情報の保護に関する法律（平成15年法律第57号）、金融分野における個人情報保護に関するガイドライン（以下「保護法ガイドライン」という。）及び金融分野における個人情報保護に関するガイドラインの安全管理措置等についての実務指針（以下「実務指針」という。）の規定に基づく措置が確保される必要がある。
- 外部委託

貸金業者が貸金業の業務を第三者に委託（以下「外部委託」という。）するに際しては、施行規則第10条の5の規定に基づく措置を構築し、外部委託に伴う様々なリスクを的確に管理し、業務の適切な運営を確保する必要がある。
- 本人確認、疑わしい取引の届出

犯罪による収益の移転防止に関する法律（平成19年法律第22号。以下「犯収法」という。）に基づく本人確認及び、「疑わしい取引の届出」に関する内部管理態勢を構築することは、組織犯罪による金融サービスの濫用を防止し、我が国金融市場に対する信頼を確保するためにも重要な意義を有している。
- 反社会的勢力による被害の防止

反社会的勢力を社会から排除していくことは、社会の秩序や安全を確保する上で極めて重要な課題であり、反社会的勢力との関係を遮断するための取組みを推進していくことは、企業にとって社会的責任を果たす観点から必要かつ重要なことである。特に、公共性を有し、経済的に重要な機能を営む貸金業者においては、貸金業者自身や役職員のみならず、顧客等の様々なステークホルダーが被害を受けることを防止するため、反社会的勢力を金融取引から排除していくことが求められる。もとより貸金業者として業務の適切性を確保するためには、反社会的勢力に対して屈することなく法令等に則して対応することが不可欠であり、「企業が反社会的勢力による被害を防止するための指針について」（平成19年6月19日犯罪対策閣僚会議幹事会申合せ）の趣旨を踏まえ、平素より、反社会的勢力との関係遮断に向けた態勢整備に取り組む必要がある。特に、近時反社会的勢力の資金獲得活動が巧妙化しており、関係企業を使い通常の経済取引を装って巧みに取引関係を構築し、後々トラブルとなる事例も見られる。こうしたケースにおいては経営陣の断固たる対応、具体的な対応が必要である。なお、従業員の安全が脅かされる等不測の事態が危惧されることを口実に問題解決に向けた具体的な取組みを遅らせることは、かえって貸金業者や役職員自身等への最終的な被害を大きくし得ることに留意する必要がある。
- 苦情対応態勢

貸金業者が資金需要者等からの苦情又は問い合わせ等（以下「苦情等」という。）に迅速かつ適切に対応し、資金需要者等の理解を得ようとすることは、資金需要者等に対する説明責任を事後的に補完する意味合いを持つ重要な活動の一つである。
- 不祥事件に対する監督上の対応

施行規則第26条の25第6号に規定する「役員又は使用人に貸金業の業務に関し法令に違反する行為又は貸金業の業務の適正な運営に支障を来す行為」（以下「不祥事件」という。）が発生した場合の監督上の対応については、以下のとおり取扱うこととする。なお、不祥事件とは、貸金業の業務に関し法令に違反する行為の外、次に掲げる行為が該当する。
1. 貸金業の業務に関し、資金需要者等の利益を損なうおそれのある詐欺、横領、背任等。
2. 貸金業の業務に関し、資金需要者等から告訴、告発され又は検挙された行為。
3. その他貸金業の業務の適正な運営に支障を来す行為又はそのおそれのある行為であって、上記に掲げる行為に準ずるもの。

- 業務の透明性の確保

貸金業者の業務方法の変更や不祥事件の発生等については、資金需要者等に対し重大な影響を与える可能性がある。貸金業者は、資金需要者等の視点に立った正確かつ公正な情報を資金需要者等に迅速に伝達する必要があり、貸金業者が業務の透明性を確保し、説明責任を果たすことは、ひいては貸金業者の信頼性が高まることとなる。
- 禁止行為等・契約に係る説明態勢・過剰貸付けの禁止・個人信用情報の提供・広告規制・書面の交付義務・帳簿の備付け等・帳簿の閲覧、謄写・取立行為規制・債権譲渡等

## 貸金業者等の義務
貸金業者は貸金業法12条3項の3により「貸金業務取扱主任者がこうした助言及び指導の職務を適切に遂行できるよう配慮しなければならない」とされており、貸金業務に従事する使用人その他の従業者は「貸金業務取扱主任者が行う助言を尊重し、その指導に従わなければならない」とされている。又、金融庁では、貸金業者向けに「貸金業者向けの総合的な監督指針」を出しており、そこには貸金業者の貸金業務取扱主任者に対する運用の行い方が明確に示されている。貸金業務取扱主任者に対する内容を下記に抜粋する。
- 貸金業者向けの総合的な監督指針

主任者に関する貸金業者の監督に当たっては、例えば、以下の点に留意する必要がある。
（1)主な着眼点
① 法令等を踏まえた社内規則等の整備
イ．法令及び協会の自主規制規則等を踏まえ、主任者を適正に設置するための社内規則等が整備されているか。
ロ．法令及び協会の自主規制規則等を踏まえ、主任者の果たすべき役割、その権限などを規定した社内規則等が整備されているか。
② 主任者の役割等に関する実施態勢の構築
イ．社内規則等に基づき、主任者の適正な設置及び主任者が適切に助言・指導を行うことができるよう、社内研修等により周知徹底を図っているか。
ロ．主任者を、法令及び社内規則等に則って営業所又は事務所ごとに適正に設置するための態勢が整備されているか。
（注1）営業所又は事務所ごとに設置する主任者数は、法12条の4第2項の従業者名簿に記載されるべき従業者の数で除した数が50分の1以上になることに留意すること。
（注2）施行規則第10条の8に規定する「営業所等において貸金業の業務に従事する者」とは、法第12条の4第2項に規定する従業者名簿に記載されるべき従業者数の数と一致することに留意すること。
ハ．社内規則等に則り、主任者の役割等を適正に確保するための態勢が整備されているか。例えば、資金需要者等から苦情の申出があった場合、申出内容を確認の上、当該苦情等に関係する使用人その他の従業者を指導するなど、主任者が適切に助言・指導を行うことができる態勢が整備されているか。
③ 内部管理部門等における実効性確保のための措置
主任者の設置や主任者の果たすべき役割、その権限に関して、内部管理部門における定期的な点検や内部監査を通じ、その状況を把握・検証しているか。また、当該検証等の結果に基づき、態勢の見直しを行うなど、主任者の適正な設置や主任者の果たすべき役割、その権限について実効性が確保されているか。
（2）留意事項
① 施行規則第10条の7第1号の「常時勤務する者」とは、営業時間内に営業所又は事務所に常時駐在する必要はないが、単に所属する営業所又は事務所が1つに決まっていることだけでは足りず、社会通念に照らし、常時勤務していると認められるだけの実態を必要とする。
② 従業者が従業者名簿の記載対象となるか否かについては、個別具体的な事実関係に即して判断することになるが、勧誘や契約の締結を含む営業、審査、債権の管理・回収及びこれらに付随する事務に従事する者であれば雇用関係・雇用形態を問わず、該当すると考えられる一方、人事、総務、経理、システム管理等その業務遂行の影響が、通常、資金需要者等に及ばない業務に従事する者は、原則として該当しないと考えられる。
③ 法第12条の3第3項に定める「予見し難い事由」とは、個別具体的に判断されるが、急な死亡や失踪など限定的に解釈されるべきである。会社の都合や定年による退職など会社として予見できると思われるものは含まれない。
④ 法第12条の3第3項に定める「必要な措置」とは、営業所等への主任者の設置又は当該営業所等の廃止などが該当する。

## 貸金業者が主任者に関して行うこと
1. 資格試験に合格し登録を完了した貸金業務取扱主任者の設置
2. 主任者による従業者等に対する助言又は指導等の主任者職務を遂行させること
3. 貸金業務取扱主任者が助言及び指導の職務を適切に遂行できるような配慮
4. 資金需要者等からの請求があった場合の主任者氏名の開示
5. 予見しがたい事由により法令で定める主任者数を下回った場合、2週間以内の規定に適合させるための必要な措置及び届出
6. 営業所又は事務所ごとの従業者名簿の備付けと10年間の保存(従業者の氏名、住所、貸金業務取扱主任者であるか否かの別、登録番号等)
7. 貸付条件等の掲示(貸金業務取扱主任者の氏名を含む)

## 必置業態
貸金業の定義は貸金業法2条により、次のように規定されている。
- この法律において「貸金業」とは、金銭の貸付け又は金銭の貸借の媒介（手形の割引、売渡担保その他これらに類する方法によつてする金銭の交付又は当該方法によつてする金銭の授受の媒介を含む。以下これらを総称して単に「貸付け」という。）で業として行うものをいう。

貸金業法は、貸付けの対象を消費者に限定しておらず、事業者向けの貸付けを行なっている業者も当然対象となる。
ただし、次の者で、政令で定める者が行うものについては、例外とされている。
1. 国または地方公共団体が行うもの
2. 貸付けを業として行なうにつき、他の法律に特別の規定がある者が行なうもの
3. 物品の売買、運送、補完または売買の媒介を業とする者がその取引に付随して行なうもの
4. 事業者がその従業者に対して行うもの
5. 前各号に掲げるものの他、資金需要者等の利益を損なうおそれがないと認められる貸付けを行なう者

法律上の貸金業者とは、上記の5つの例外を除いた業として貸付けを行なう者をいい、具体的には、次のようなもので、貸金業規制法2条2項に規定する貸付けをあわせて行なう者すべてが含まれる。
1. 消費者金融業者
2. 金融の貸借の媒介業者
3. 手形割引業者
4. 不動産を担保とする金融業者
5. 質屋
6. クレジットカード会社
7. 信販会社
8. 総合リース会社
9. その他流通業者等

## 設置
貸金業者は改正法12条3により、営業所又は事務所ごとに、内閣府令で定めるところにより、その貸金業の業務の規模等を考慮して内閣府令で定める数の貸金業務取扱主任者を置き、当該営業所又は事務所において貸金業の業務に従事する使用人その他の従業者に対する助言又は指導で、これらの者が貸金業に関する法令（条例を含む。第二十条の二において同じ。）の規定を遵守してその貸金業の業務を適正に実施するために必要なものを行わせなければならない。
また改正法施行規則第10条7項により、貸金業者が営業所等に貸金業務取扱主任者を置くときは、当該貸金業務取扱主任者は、次の各号（下記参照）のいずれにも該当しない者でなければならないとされており、ただし、自動契約受付機若しくは現金自動設備のみにより貸付けに関する業務を行う営業所等又は代理店（当該代理店が貸金業者である場合に限る。）に貸金業務取扱主任者を置く場合にあつては、この限りでないとされている。
1. 第10条7項1　当該営業所等において常時勤務する者でない者
2. 第10条7項2　他の営業所等の貸金業務取扱主任者として貸金業者登録簿に登録されている者であつて、法第八条第一項の規定による届出がないもの

つまり有人店舗については兼任を認めず、専任とし主任者を置く必要があり、いわゆる無人店舗に対しては営業所等の敷地内（隣接地を含む。）に設置されたものを除き、貸金業務取扱主任者を選任（専任、又は兼任）し置く必要がある。
- 営業所又は事務所の定義

法施行規則1条5項の3により営業所又は事務所とは、貸金業者又はその代理人が一定の場所で貸付けに関する業務（法第二条第一項 に規定する貸付けの契約の締結並びに貸付けの契約に基づく金銭の交付及び債権の回収をいう。以下同じ。）の全部又は一部を継続して営む施設又は設備（自動契約受付機、現金自動設備（現金自動支払機及び現金自動受払機をいう。以下同じ。）及び代理店を含む。）をいう。ただし、現金自動設備にあつては、営業所等（現金自動設備を除く。）の同一敷地内（隣接地を含む。）に設置されたものを除くとされている。
- 内閣府令で定める数

改正法施行規則第10条8により、内閣府令で定める数は、営業所等において貸金業の業務に従事する者の数に対する貸金業務取扱主任者の数の割合が50分の1以上となる数とするとされている。

## 試験
試験は貸金業法第24条の7の規定に基づき内閣総理大臣主体で行い、法第24条の8の規定に基づき日本貸金業協会を指定試験機関として実施する国家試験である。
法第3条の施行により、同協会が実施する国家資格試験として2009年8月30日に第1回試験が実施され、約4万5千人が受験した。

### 試験概要
- 受験資格

学歴・年齢・性別・国籍などの制限は無い
- 願書申込み受付期間

7月上旬～9月上旬頃まで
- 試験日

11月下旬頃(休日)
- 試験地

札幌、仙台、千葉、東京、埼玉、横浜、高崎、名古屋、金沢、大阪、京都、神戸、広島、高松、福岡、熊本、沖縄の全国17地域。
受験申込者は希望試験地を選択することができる。
- 受験手数料

8,500円(政令で定められているもの)
- 合格発表日

1月中旬頃
- 試験方法

筆記試験
- 試験問題数

50問
- 出題形式

4肢択一方式
- 試験時間

2時間(13時00分～15時00分)
- 解答方式

マークシート方式
- 試験問題の持帰り可否

持帰り可

### 出題範囲
出題範囲として以下に記載されている関係法令は、当該法律の施行令、施行規則を含むものとする。
- 法及び関係法令に関すること
  - 貸金業法
  - 同施行令
  - 同施行規則
  - 出資の受入れ、預り金及び金利等の取締りに関する法律
  - 利息制限法
  - 貸金業者向けの総合的な監督指針
  - 事務ガイドライン（第三分冊：金融会社関係13　指定信用情報機関関係）（金融庁）
  - 貸金業の業務運営に関する自主規制基本規則
  - 苦情処理及び相談対応に関する規則
  - 「苦情処理及び相談対応に関する規則」に関する細則 (日本貸金業協会)
  - 貸金業法、同施行令及び同施行規則、利息制限法並びに貸金業者向けの総合的な監督指針（金融庁）等の上記関係法令に関連して「債権管理回収業に関する特別措置法」（サービサー法）、「弁護士法」及び「民間事業者等が行う書面の保存等における情報通信の技術の利用に関する法律」（e-文書法）を、貸金業の業務に必要な範囲に限定し出題することがある。
- 貸付け及び貸付けに付随する取引に関する法令及び実務に関すること
  - 民事法(民法・商法を中心とするその他の関連法令)
    - 民法
    - 商法
    - 会社法
    - 保険法
    - 手形法・小切手法
    - 電子記録債権法
    - 動産及び債権の譲渡の対抗要件に関する民法の特例等に関する法律
    - 電子消費者契約及び電子承諾通知に関する民法の特例に関する法律
    - 不正競争防止法

  - 民事手続法(民事訴訟法、民事執行法及び民事保全法を中心とするその他の関連法令)
    - 民事訴訟法
    - 民事執行法
    - 民事保全法
    - 裁判外紛争解決手続の利用の促進に関する法律
    - 民事調停法

  - 倒産法(破産法、民事再生法を中心とするその他の関連法令)
    - 破産法
    - 民事再生法
    - 会社更生法
    - 特定債務等の調整の促進のための特定調停に関する法律
    - 会社法

  - 刑事法(暴力団員による不当な行為の防止等に関する法律、及び犯罪による収益の移転防止に関する法律を中心とするその他の関連法令)
    - 暴力団員による不当な行為の防止等に関する法律
    - 犯罪による収益の移転防止に関する法律
    - 刑法
    - 不正アクセス行為の禁止等に関する法律
- 資金需要者等の保護に関すること
  - 個人情報保護法(個人情報の保護に関する法律を中心とするその他の関連法令等)
    - 個人情報の保護に関する法律
    - 金融分野における個人情報保護に関するガイドライン(金融庁)

  - 消費者保護法
    - 消費者契約法

  - 経済法(不当景品類及び不当表示防止法を中心とするその他の関連法令等)
    - 不当景品類及び不当表示防止法
    - 「消費者信用の融資費用に関する不当な表示」の運用基準（消費者庁）

  - 貸金業法その他関係法令
    - 貸金業法、同施行令、同施行規則
    - 貸金業者向けの総合的な監督指針（金融庁）
    - 事務ガイドライン（第三分冊：金融会社関係13指定信用情報機関関係）（金融庁）
    - 貸金業の業務運営に関する自主規制基本規則、苦情処理及び相談対応に関する規則、同細則（日本貸金業協会）
- 財務及び会計に関すること
  - 家計診断
    - 家計収支の考え方(収支項目・可処分所得・貯蓄と負債)
    - 個人の所得と関係書類(申告所得・源泉徴収票等の関係書類)

  - 財務会計
    - 企業会計の考え方(企業会計原則)
    - 財務諸表(損益計算書・貸借対照表・キャッシュフロー計算書・その他)

### 本人確認
試験当日は、指定する写真付き公的証明書（以下証明書）により本人確認を実施し、証明書による本人確認ができない者は、受験できない。
証明書は次の4種類。
```
          (1)
運転免許証

          (2)写真付き
住民基本台帳カード

          (3)
パスポート

          (4)
外国人登録証明書
```

### 合格率・合格基準点等の推移
| 実施年度                | 受験申込者数 | 受験者数 | 合格者数 | 合格率 | 合格点 |
| ----------------------- | ------------ | -------- | -------- | ------ | ------ |
| 2009年（平成21年）第1回 | 46,306人     | 44,708人 | 31,340人 | 70.1%  | 30     |
| 2009年（平成21年）第2回 | 17,780人     | 16,597人 | 10,818人 | 65.2%  | 30     |
| 2009年（平成21年）第3回 | 16,254人     | 12,101人 | 7,919人  | 65.4%  | 33     |
| 2009年（平成21年）第4回 | 9,908人      | 8,867人  | 5,474人  | 61.7%  | 31     |
| 2010年（平成22年）      | 13,547人     | 12,081人 | 3,979人  | 32.9%  | 30     |
| 2011年（平成23年）      | 12,300人     | 10,966人 | 2,393人  | 21.8%  | 27     |
| 2012年（平成24年）      | 11,520人     | 10,088人 | 2,599人  | 25.8%  | 29     |
| 2013年（平成25年）      | 11,021人     | 9,571人  | 2,688人  | 28.1%  | 30     |
| 2014年（平成26年）      | 11,549人     | 10,169人 | 2,493人  | 24.5%  | 30     |
| 2015年（平成27年）      | 11,585人     | 10,186人 | 3,178人  | 31.2%  | 31     |
| 2016年（平成28年）      | 11,639人     | 10,139人 | 3,095人  | 30.5%  | 30     |
| 2017年（平成29年）      | 11,680人     | 10,214人 | 3,317人  | 32.5%  | 34     |
| 2018年（平成30年）      | 11,420人     | 9,958人  | 3,132人  | 31.5%  | 32     |
| 2019年（令和元年）      | 11,460人     | 10,003人 | 3,001人  | 30.0%  | 29     |
| 2020年（令和2年）       | 11,885人     | 10,533人 | 3,567人  | 33.9%  | 33     |
| 2021年（令和3年）       | 11,926人     | 10,491人 | 3,373人  | 32.2%  | 31     |
| 2022年（令和4年）       | 11,536人     | 9,950人  | 2,644人  | 26.6%  | 28     |
| 2023年（令和5年）       | 10,963人     | 9,448人  | 2,928人  | 31.0%  | 31     |
| 2024年（令和6年）       | 10,662人     | 9,250人  | 2,998人  | 32.4%  | 30     |

## 主任者登録
貸金業務取扱主任者になる為には、資格試験に合格した後、内閣総理大臣に対して主任者登録の申請を行う必要がある。
主任者登録は法第24条の25第4項により、内閣総理大臣が貸金業務取扱主任者登録簿に氏名、生年月日、住所その他内閣府令で定める事項並びに登録番号及び登録年月日を記載してするものとする。
主任者登録に関する事務は、貸金業法第24条の33の規定に基づき内閣総理大臣より委任を受け日本貸金業協会が行う。
又、登録申請の受理から、登録・登録完了通知送付まで約2ヵ月の期間を要す。

### 登録要項
- 主任者登録を受ける事が出来る者
  - 貸金業務取扱主任者資格試験に合格し、登録の拒否要件に該当しない者は、申請を行うことにより、主任者登録を受け、主任者になることができる。
  - 主任者登録を行うことは個人の任意であり、主任者として業務に従事する予定のない者は登録の必要はない。また、登録を行わないことにより資格試験合格の資格が失効することはない。
- 登録拒否要件

以下(貸金業法第24条の27第1項)に該当する者は、貸金業務取扱主任者として登録する事は出来ない。なお成年被後見人又は被保佐人を欠格条項とする規定については、令和元年6月14日に公布された「成年被後見人等の権利の制限に係る措置の適正化等を図るための関係法律の整備に関する法律」によって削除され、心身の故障等の状況を個別的、実質的に審査し、必要な能力の有無を判断することとなった。
1. 心身の故障のため貸金業務取扱主任者の職務を適正に執行することができない者として内閣府令で定める者
2. 破産手続開始の決定を受けて復権を得ない者
3. 第24条の6の4第1項、第24条の6の5第1項又は第24条の6の6第1項（第1号に係る部分に限る。）の規定により第3条第1項の登録を取り消され、その取消しの日から5年を経過しない者（当該登録を取り消された者が法人である場合においては、当該取消しに係る聴聞の期日及び場所の公示の日前60日以内にその法人の役員（業務を執行する社員、取締役、執行役、代表者、管理人又はこれらに準ずる者をいい、いかなる名称を有するものであるかを問わず、法人に対し、これらの者と同等以上の支配力を有するものと認められる者として内閣府令で定めるものを含む。）であった者で当該取消しの日から5年を経過しないもの）
4. 禁錮以上の刑に処せられ、その刑の執行を終わり、又は執行を受けることがなくなった日から5年を経過しない者
5. この法律、出資の受入れ、預かり金及び金利等の取締りに関する法律、旧貸金業者の自主規制の助長に関する法律若しくは暴力団員による不当な行為の防止等に関する法律の規定（同法第32条の2第7項の規定を除く。）に違反し、又は貸付けの契約の締結若しくは当該契約に基づく債権の取立てに当たり、物価統制令第12条の規定に違反し、若しくは刑法若しくは暴力行為等処罰に関する法律の罪を犯し、罰金の刑に処せられ、その刑の執行を終わり、又は刑の執行を受けることがなくなった日から5年を経過しない者
6. 暴力団員等
7. 第24条の30各号のいずれかに該当することにより主任者登録の取消しの処分を受け、その処分の日から5年を経過しない者
8. 貸金業に関し不正又は不誠実な行為をするおそれがあると認めるに足りる相当な理由がある者として内閣府令で定める者

- 登録に関する意見聴取

内閣総理大臣は主任者登録の際、警察庁長官の意見を聴くものと貸金業法（以下参照）により定められている。
1. 法第44条の2第2項により内閣総理大臣は、主任者登録をしようとするときは第二十四条の二十七第一項第六号に該当する事由、第二十六条第二項の認可をしようとするときは第二十八条第二項第二号に該当する事由（第六条第一項第六号に係るものに限る。）の有無について、警察庁長官の意見を聴くものとするとされている。
2. 法第44条の2第4項により内閣総理大臣は、第二十四条の三十の規定による主任者登録の取消しをしようとするときは、同条第一号に該当する事由（第二十四条の二十七第一項第六号に係るものに限る。）の有無について、警察庁長官の意見を聴くことができる。

- 登録講習

貸金業法第24条の36に規定する内閣総理大臣の登録を受けた者（以下「登録講習機関」という）が行う講習、以下の場合、主任者登録の申請日の前6ヵ月以内に行われる登録講習を受講することが必要になる。
1. 資格試験に合格した日から10ヵ月（団体申請は9ヵ月）を超えて主任者登録の申請を行う場合
2. 主任者登録更新の申請を行う場合

- 登録の有効期間
  - 登録の有効期間は主任者登録日から3年
  - 更新を受けなければ、その期間の経過によって主任者登録の効力を失い、主任者登録は抹消される。
  - 主任者登録日の3年後の期日をもって主任者登録の効力を失う。
- 主任者登録更新

主任者登録更新の申請手続き（申請に必要な書類、申請受付期間、申請方法、登録手数料、受付方法、登録結果通知の発送等）はすべて、初回主任者登録の申請手続きと全く同じ。
- 主任者登録の取消し

主任者登録を受けている者が、以下の事項に該当することとなった場合は、主任者登録が取消される。
1. 貸金業法第24条の27第1項各号（第7号を除く）のいずれかに該当することになったとき
2. 不正の手段により主任者登録を受けたとき
3. 資格試験に関して不正の行為があり、合格の決定を取消されたとき
4. その職務に関し貸金業に関する法令の規定に違反したとき、または著しく不適当な行為を行ったとき

- 主任者登録の抹消

主任者登録を受けている者が、以下の事項に該当することとなった場合は、主任者登録を抹消される。
1. 主任者登録の有効期間の経過により、主任者登録の効力を失ったとき
2. 主任者本人から主任者登録の抹消の申請があったとき
3. 主任者本人または届出義務者から死亡等の届出があったとき
4. 主任者本人が死亡し、相続人がないとき
5. 主任者登録を取消したとき

### 申請要項
- 登録の申請に必要な書類

1. 貸金業務取扱主任者登録申請書
2. 履歴書
3. 欠格事由に該当しない旨の誓約書
4. 身分証明書（破産手続開始の決定を受けて復権を得ない者に該当しない旨の市町村の長の証明書）
5. 住民票の抄本
6. 払込受付証明書(個人申請の場合のみ必要)
7. 登録講習の修了証明書の写し(資格試験の合格日が、登録申請する日から10ヵ月以内（団体申請の場合は、9ヵ月以内）である場合は不要)
8. 登録申請書類チェックシート

- 登録にかかる費用

登録手数料は3,150円（非課税）その他、登録申請に必要な書類を取得するのに必要な費用（発行手数料等）、登録手数料の振込費用、登録申請書に貼付する写真の費用、および書類の郵送にかかる費用が必要となる。

## 研修
研修には貸金業務取扱主任者研修Aと貸金業務取扱主任者研修Bの2種類があった。尚、当該研修は平成21年12月を以て最後となり、後は国家試験により取得するものとなった。移行措置等は無かった為、旧主任者研修修了者の資格を保有している者も資格試験を受験し、合格する必要があった。
※研修修了の資格は4条施行時まで有効であった。4条施行までの間に、現行制度で選任している主任者が資格試験に合格し登録を完了した場合や、資格試験に合格し登録を完了した主任者を選任した場合、所定の届出を行うことで、現行の主任者研修の受講の免除を受けることができた。

### 研修資格
- 貸金業務取扱主任者研修A
  - 原則として、貸金業に従事する者で、次のいずれかに該当する者。

1. 金融取引管理者認定研修を修了した者
2. 過去4事業年度以内の実務編研修修了者
3. 過去3年以内に貸金業務取扱主任者研修A及びBを修了した者(更新研修)

- 貸金業務取扱主任者研修B
  - 16歳以上の者。

### 研修科目
- 貸金業務取扱主任者研修A

1. 直近3年間の法令改正、判例等の動向、従業員に対するコンプライアンス指導のあり方に関するもの
2. 講習終了後、理解度測定

- 貸金業務取扱主任者研修B

1. 貸金業規制法第29条に基づく基礎編研修 (貸金業規制法、出資法及び利息制限法に関するもの) に相当するもの
2. 実務編研修(貸付契約の成立、貸金債権の管理、債権の回収及び手形、民事訴訟、民事執行、倒産処理等に関するもの)に相当するもの
3. 貸金業務取扱主任者研修Aに相当するもの
4. 講習終了後、試験